# Обсада на Антверпен (1832)
Обсадата на цитаделата на Антверпен (на френски: Siège de la citadelle d'Anvers) е битка от Белгийско-нидерландската война.
Състои се между 15 ноември и 23 декември 1832 и е между нидерландските войски, които по-рано окупират Антверпен (водени от Давид Хендрик Шас) и френската Северна армия (под командването на маршал Жерар). Французите по-рано се разбрали с белгийските въстаници, че те няма да участват в битката.

## Ход
След първата интервенция на френската армия през 1831 нидерландците излизат от Белгия, но оставят гарнизон в антверпенсата цитадела, който щял да бомбардира града. Северната армия и нейният специалист по обсадите Франсоа Никола Беноа Аксо успели да превземат цитаделата за 24 дни и после да я върнат на Белгия. Леополд I за благодарност дава на френската армия нявколко оръдия от различни калибри, а Френският сенат прави Жерар „épée d'honneur“. Френски паметник в памет на френските жертви в обсадата е създаден през 1897, но тъй като Антверпен го отказва, днес той е в Турне.